# Kanton Brive-la-Gaillarde-3
Brive-la-Gaillarde-3 is een kanton van het Franse departement Corrèze. Het kanton maakt deel uit van het arrondissement  Brive-la-Gaillarde.  

Het telt 11.757 inwoners in 2018.

Het kanton werd gevormd ingevolge het decreet van 24  februari 2014 met uitwerking op 22 maart 2015.

## Gemeenten
Het kanton Brive-la-Gaillarde-3 omvat de gemeenten:
- Cosnac
- La Chapelle-aux-Brocs
- Brive-la-Gaillarde enkel een (oostelijk) deel.